# LOVEPOTION
『LOVEPOTION #9』（ラブポーション　ナンバー・ナイン）は、BEAT CRUSADERSのDVDシングル。2005年6月1日、DefSTAR RECORDSよりリリース。

## 解説
メジャー初、現メンバーとしても初の映像作品。
本作はアルバム「P.O.A. -POP ON ARRIVAL-」からの表題曲および先行シングル「FEEL」のMV、2004年末に行われたワンマンライブの映像を収録したDVDシングルである。また、アナログ盤シングルが本作と同時発売された。
初回生産分のみ、ブロマイド型P.O.A.ちゃんLOVECARD #9封入。
なお、本作に収録されている映像は、後に発売されたDVD「PHANTOMS OF THE PopERA 〜ポペラ座の怪人たち〜」にダイジェストを除いてすべて収録された。

## 収録曲
1. LOVEPOTION #9 (PV)
2. FEEL (PV)
3. エキゾチック・ジャパン '04 TOUR FINAL DIGEST(DEC 13 '04 SHIBUYA QUATTRO)
4. RUSK (DEC 13 '04 SHIBUYA QUATTRO)